# Espacio de Ptak
Un espacio vectorial topológico (EVT) localmente convexo {\displaystyle X} es B-completo o un espacio de Ptak, si cada subespacio {\displaystyle Q\subseteq X^{\prime }} está cerrado en la topología *débil en {\displaystyle X^{\prime }} (es decir, {\displaystyle X_{\sigma }^{\prime }} o {\displaystyle \sigma \left(X^{\prime },X\right)}) siempre que {\displaystyle Q\cap A} esté cerrado en {\displaystyle A} (cuando a {\displaystyle A} se le da la topología subespacial de {\displaystyle X_{\sigma }^{\prime }}) para cada subconjunto equicontinuo {\displaystyle A\subseteq X^{\prime }}.
La completitud  de B está relacionada con la completitud de {\displaystyle B_{r}}, donde un EVT localmente convexo {\displaystyle X} es {\displaystyle B_{r}}-completo si cada subespacio denso {\displaystyle Q\subseteq X^{\prime }} está cerrado en {\displaystyle X_{\sigma }^{\prime }} siempre que {\displaystyle Q\cap A} esté cerrado en {\displaystyle A} (cuando {\displaystyle A} tiene dada la topología del subespacio de {\displaystyle X_{\sigma }^{\prime }}) para cada subconjunto equicontinuo {\displaystyle A\subseteq X^{\prime }}.

## Caracterizaciones
En esta sección, {\displaystyle X} será un espacio vectorial topológico (EVT) localmente convexo.
Las siguientes expresiones son equivalentes:
1. {\displaystyle X} es un espacio de Ptak.
2. Cada aplicación lineal casi abierta continua de {\displaystyle X} en cualquier espacio localmente convexo {\displaystyle Y} es un homomorfismo topológico.[2]

- Una aplicación lineal {\displaystyle u:X\to Y} se llama casi abierta si para cada entorno {\displaystyle U} del origen en {\displaystyle X}, {\displaystyle u(U)} es denso en algún entorno del origen en {\displaystyle u(X).}

Los siguientes enunciados también son equivalentes:
1. {\displaystyle X} es {\displaystyle B_{r}} completo.
2. Cada aplicación lineal continua biunívoca, casi abierta de {\displaystyle X} en cualquier espacio localmente convexo {\displaystyle Y} es un isomorfismo de un EVT.[2]

## Propiedades
Cada espacio de Ptak es completo. Sin embargo, existen espacios de Hausdorff localmente convexos completos que no son espacios de Ptak.
| Teorema del homomorfismo Cada aplicación lineal continua desde un espacio de Ptak a un espacio barrilado es un homomorfismo topológico. |

Sea {\displaystyle u} una aplicación lineal casi abierta cuyo dominio es denso en un espacio completo {\displaystyle B_{r}} {\displaystyle X} y cuyo rango es un espacio localmente convexo {\displaystyle Y}. Supóngase que la gráfica de {\displaystyle u} está cerrada en {\displaystyle X\times Y}. Si {\displaystyle u} es inyectiva o si {\displaystyle X} es un espacio de Ptak, entonces {\displaystyle u} es una aplicación abierta.

## Ejemplos y condiciones suficientes
Existen espacios Br completos que no son B completos.
Cada espacio de Fréchet es un espacio de Ptak. El dual fuerte de un espacio reflexivo de Fréchet es un espacio de Ptak.
Cada subespacio vectorial cerrado de un espacio de Ptak (respectivamente, un espacio completo Br) es un espacio de Ptak (respectivamente, un espacio completo {\displaystyle B_{r}}), y cada  cociente de Hausdorff de un espacio de Ptak es un espacio de Ptak.
Si cada cociente de Hausdorff de un EVT {\displaystyle X} es un espacio Br completo, entonces {\displaystyle X} es un espacio B completo.
Si {\displaystyle X} es un espacio localmente convexo tal que existe una sobreyección casi abierta continua {\displaystyle u:P\to X} de un espacio de Ptak, entonces {\displaystyle X} es un espacio de Ptak.
Si un EVT {\displaystyle X} tiene un hiperplano cerrado que es B completo (respectivamente, Br completo), entonces {\displaystyle X} es B completo (respectivamente, Br completo).